# Leontinești
Leontinești – wieś w Rumunii, w okręgu Bacău, w gminie Ardeoani. W 2011 roku liczyła 817 mieszkańców.